# Wolfgang Rennert
Wolfgang Rennert (Colònia, 1 d'abril de 1922 - Berlín, 24 de març de 2012) fou un director d'orquestra alemany.
Wolfgang Rennert era el fill més jove del conseller d'escola del districte, Alfred Traugott Rennert (* 1879) i de l'Adelheid Rennert. El més gran dels seus germans, va ser el director Günther Rennert. Wolfgang Rennert va completar la seva formació al "Mozarteum Salzburg" amb Clemens Krauss. A partir de 1947 va ser primer répétiteur a l'òpera de Düsseldorf. De 1950 a 1953 va ser director d'estudis i director de l'òpera de Kiel, fins a 1967 primer director i subdirector musical de l'òpera de Frankfurt, llavors director titular del "Theater am Gärtnerplatz" de Múnic. L'intendent Hans Pischner en la temporada 1968/69 el va contractar, primer com a professor convidat a l'òpera Estatal alemanya a Berlín Est, a partir de 1972 amb un extens contracte com a "Oberspielleiter" musical. Fins a finals dels anys setanta, Rennert va treballar allí amb els directors Ruth Berghaus, Erhard Fischer, Harry Copper, Luca Ronconi i va dirigir a la "Staatsoper Unter den Linden" fins a mitjan anys noranta. De 1980 a 1985 va ser director musical general i director d'òpera al Teatre Nacional de Mannheim. Com a especialista per a R. Strauss, Mozart o R. Wagner. Sempre va rebre compromisos de l'estranger, des de la "Royal Opera House Covent Garden" de Londres, l'Opera de San Francisco, l'òpera de Dallas; va dirigir molt a Itàlia als anys 70 i 80, des del 1985 com a primer director convidat a Copenhaguen, als anys 90 a Lisboa. El 1991 va iniciar una fructífera carrera musical com a director invitat permanent del "Semperoper" de Dresden, on va dirigir Don Giovanni i La flauta màgica de Mozart el 2008.